# Crocidura sokolovi
Crocidura sokolovi is een spitsmuis uit het geslacht Crocidura die voorkomt op de berg Ngoc Linh in de Vietnamese provincie Kon Tum. Deze soort is bekend van drie mannelijke exemplaren, die in april 2004 op 2300 tot 2400 m hoogte in een bos aan de westkant van de berg zijn gevangen door Alexei Abramov. Deze soort is vernoemd naar wijlen de beroemde Russische zoöloog Vladimir Sokolov (1928-1998). Samen met Crocidura zaitsevi is deze soort endemisch op Ngoc Linh.
C. sokolovi is een middelgrote Crocidura met een lange staart, die bij de wortel verdikt is en door borstelharen wordt bedekt, en een lange, zachte, dichte vacht die overal op het lichaam grijsachtig bruin is. De voeten zijn aan de bovenkant licht geelbruin. De schedel is middelgroot. De bovenkaak is relatief smal. Het neurocranium is diep en relatief kort. De eerste snijtand in de bovenkaak is vrij klein. De kop-romplengte bedraagt 70 tot 78 (gemiddeld 72,67) mm, de staartlengte 65 tot 68 (66) mm, de achtervoetlengte 14 mm voor alle exemplaren en de schedellengte 18,8 tot 20,36 (19,6) mm.